# Свети Спиридон (Ставруполи)
„Свети Спиридон“ (на гръцки: Ι. Ν. Αγίου Σπυρίδωνος Σταυρουπόλεως) е православна църква в солунското предградие Ставруполи, Гърция, енорийски храм на Неаполската и Ставруполска епархия.
Църквата е разположена на улица „Арис Велухиотис“ № 5 в махалата Никополи, северно от Околовръстния път на Солун. Населението в района започва да се увеличава от края на 90-те години на XX век и се появява нужда от енорийски храм. На 20 май 2003 година е поставе основният камък на църквата от митрополит Дионисий Неаполски и Ставруполски. На 9 юни 2007 година е завършен и открит приземният етаж от митрополит Варнава Неаполски и Ставруполски и храмът започва да функционира. Работата по завършването му продължава.